# Museo de la Civilización Romana
El Museo de la Civilización Romana (en italiano Museo della civiltà romana) es un museo público de Roma que presenta diversos aspectos de la civilización romana, incluyendo sus costumbres y tradiciones. Para ello se vale de una rica colección de copias de estatuas, calcos de bajorrelieves, maquetas de edificios y reproducciones en plástico de grandes dimensiones. El Museo se encuentra en la zona del EUR y forma parte de los museos del comune (municipio) de Roma. 
Las obras están hechas con tal cuidado que, aun siendo reproducciones, son verdaderas obras de arte. Entre todas las obras presentadas, sobresalen dos: una serie completa de calcos que reproducen el bajorrelieve de la columna trajana y una gran maqueta de la ciudad de Roma en la época imperial.
La visita al Museo de la Civilización Romana es un buen complemento para la visita a los monumentos auténticos de la ciudad, en cuanto que permite conocer las obras más importantes de la cultura romana fuera de la misma ciudad de Roma. También permite conocer diversos aspectos de la vida cotidiana de los Romanos. Por otra parte, desde el punto de vista pedagógico, es de gran utilidad, pues permite conocer los monumentos en una escala reducida y en su estructura original, sin las partes faltantes a causa del deterioro causado por el pasar del tiempo. El Museo no alberga ninguna obra original, todas son reproducciones científicas de las obras auténticas.

## Historia del museo y del edificio en que se encuentra

### Exposición arqueológica
El material que se exhibe en el museo proviene en gran parte de dos importantes exposiciones celebradas anteriormente. La primera fue una Exposición de Arqueología organizada por Rodolfo Lanciani en 1911, en las Termas de Diocleciano, en ocasión de los cincuenta años de la unificación de Italia. Estaba dedicada principalmente a mostrar la presencia de la civilización romana en las provincias. Los materiales preparados para la exposición de 1911 no se dispersaron, sino que se colocaron en la sede de la antigua panadería Pantanella, en la Boca de la Verdad (el edificio formaba parte de los edificios industriales que se encontraban en el área del Circo Máximo hasta los años treinta). Este edificio fue reconstruido y convertido en sede del Museo del Imperio Romano en 1929.

### Exposición en el bimilenario del nacimiento de Octavio Augusto
En 1937, el gobierno fascista organizó, en el Palacio de las Exposiciones, una exposición para celebrar el bimilenario del nacimiento de Octavio Augusto y, en el fondo, celebrar al régimen fascista que acababa de proclamar el imperio en 1936. En la exposición se exhibieron las obras del  Museo del Imperio Romano, las cuales se añadieron a muchas otras preparadas para la ocasión, entre ellas la gran maqueta de la Roma imperial, la cual es sin duda la obra más conocida del Museo. La exposición suscitó un extraordinario interés y, también por este motivo, se decidió crear un museo que expusiese de forma permanente los materiales presentados. Fue así como nació la idea de un Museo de la Civilización Romana que se construiría en la zona del EUR.

### El proyecto de la sede del Museo
De esa forma, se llegó en 1939 a la realización del proyecto para el edificio que alberga actualmente el Museo. Fue diseñado por los arquitectos Pietro Aschieri, Cesare Pascoletti, Gino Peressutti y Domenico Bernardini. El edificio debería haber servido para una exposición que celebrara los triunfos del fascismo, la cual tendría lugar en la Exposición Universal de Roma prevista para 1942. La FIAT se encargó del proyecto y fue durante muchos años su propietaria. En aquel entonces, la gran industria de Turín estaba dirigida por el senador Agnelli. Solo después de la exposición de 1942, el edificio debería haber acogido, de forma permanente, la gran cantidad de obras expuestas en la exposición por el bimilenario del nacimiento de Augusto. Con lo anterior surgiría un nuevo y gran museo didáctico, con numerosas réplicas, maquetas y calcos que ayudarían al visitante a reconstruir todos los aspectos de la civilización romana y todos los monumentos más importantes que esa civilización dejó en los tres continentes en que estuvo presente.

### El Museo de la Civilización Romana
Debido a la explosión de la Segunda Guerra Mundial, la exposición prevista para 1942 no tuvo lugar y los trabajos de construcción del nuevo edificio se interrumpieron. No fue hasta 1952 cuando se terminó el edificio y pudo finalmente albergar el previsto Museo de la Civilización Romana, del cual se abrió al público una parte en ese mismo año; se abrió completamente al público en 1955. La monumental estructura arquitectónica fue donada por la FIAT a la Organización EUR y su gestión se confió al municipio de Roma. Entre los materiales que se han colocado después de la inauguración, sobresale la gran maqueta de la Roma arcaica, que permite compararla con la gran maqueta de la Roma imperial.

### Características del edificio
El edificio se compone de dos cuerpos laterales unidos por un tercer cuerpo, formado por una columnata elevada. Los muros están recubiertos de toba y las inmensas columnas son de travertino. Debajo de la columnata se encuentra una larga galería semienterrada en la que están expuestos los calcos del relieve de la columna trajana. Una particularidad interesante del edificio es la casi total ausencia de ventanas y los tragaluces en el techo, lo cual impide al visitante tener contacto con el exterior y le permite así sumergirse incluso emocionalmente en el pasado. Como un homenaje a la contribución de la FIAT, la plaza que se encuentra entre los tres edificios en  forma de U está dedicada al Senador Giovanni Agnelli. Desde 2004, el edificio hospeda también el Planetario, proveniente de la Sala Octagonal de las Termas de Diocleciano y el Museo Astronómico de Roma. Desde que terminó la Segunda Guerra Mundial, la plaza que se encuentra frente al Museo se ha utilizado a menudo como escenografía para películas de carácter histórico-mitológico como la producción francesa Peplum  de los años cincuenta y sesenta. Una de las primeras películas rodadas en ese lugar fue O.K Nerón, de Mario Soldati, en 1950, hasta las series de televisión recientes sobre Roma antigua

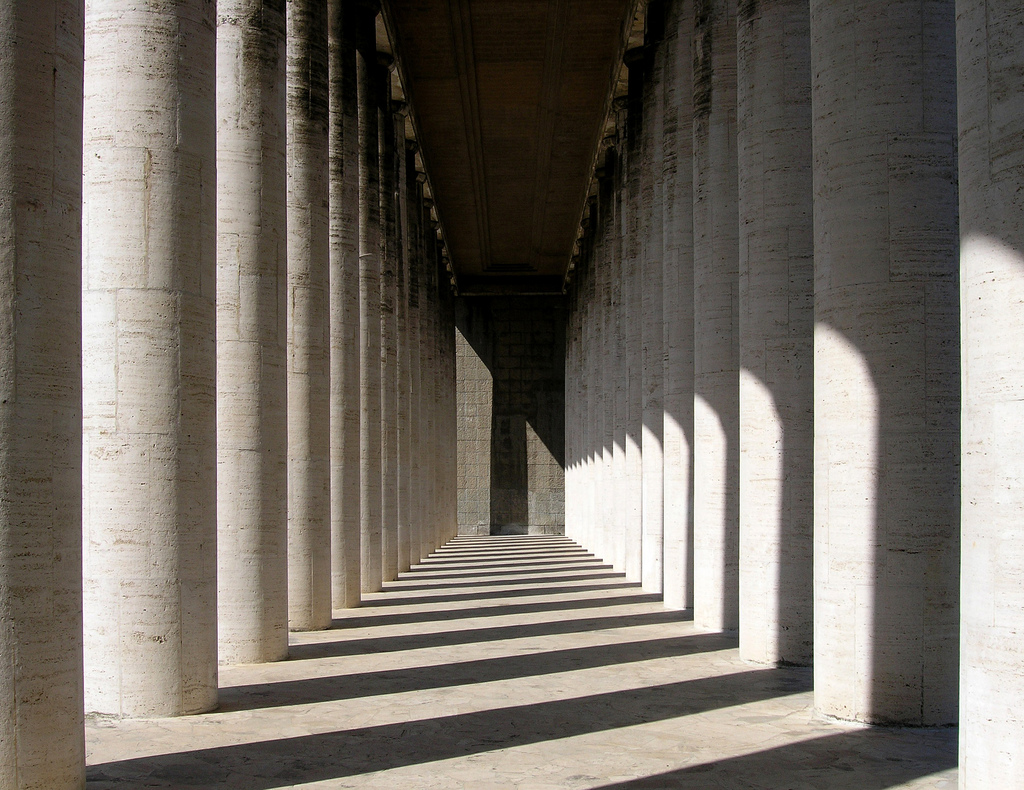
Vista interior de la columnata que une los dos cuerpos principales del Museo.

En el año 2015, el edificio principal fue utilizado por la producción de la vigésimo cuarta película de James Bond, Spectre, protagonizada por Daniel Craig. La escena rodada - que no supera los cinco minutos - junto a la actriz italiana Monica Bellucci, corresponde a la secuencia del funeral de uno de los antagonistas de Bond.-

## Distribución actual
El museo actualmente está subdividido en 59 secciones, ocupa una superficie de 12,000 metros cuadrados y se encuentra en salas cuya altura media es de 10 metros, la cual permite reconstrucciones en escala 1:1 de fachadas de monumentos.
Entre las piezas de mayor interés está la gran maqueta de Roma antigua en tiempos de Constantino I, es decir, en el siglo IV d. C. (sala XXXVIII). El modelo, al cual se dedica una amplísima sala, está en escala 1:250. La reconstrucción, realizada por el arquitecto Italo Gismondi, responde a rigurosos criterios científicos, teniendo como base la Forma Uribis Severiana, un plano en mármol del siglo III d. C. y en la Forma Urbis Romae del arqueólogo Rodolfo Lanciani. La maqueta sigue siendo actualizada y modificada de acuerdo con los descubrimientos arqueológicos más recientes.
De gran interés son también los calcos de los relieves de la Columna Trajana, construida en el 113 d. C., siguiendo un proyecto de Apolodoro de Damasco para celebrar las victorias del emperador Trajano en la Dacia, en dos guerras, una del 101 al 102 y otra del 105 al 106 (sala LI). La reproducción de los relieves de la columna expuesta en este museo es una de las tres series que mando preparar Napoleón III en 1861; las otras dos se encuentran en Francia, en Saint-Germain-en-Laye y en Inglaterra, en el Albert Museum. La copia que se encuentra en el Museo fue donada por el emperador al Papa Pío IX y posteriormente donada por Pío XII al Museo de la Civilización Romana. La actual exposición horizontal de las escenas que tienen una longitud de casi 200 metros, permite ver de cerca todos los relieves en el estado de conservación del siglo XIX y hace que el espectador entre en contacto con las 2500 figuras de una de las obras principales del arte romano.
Son también de gran interés los calcos de los relieves del gran friso de Trajano, que tiene una altura de 3 metros y más de 18 de largo (sala XXXVIII). Los calcos permiten admirar en su unidad originaria esta importante obra escultórica, que en la época del emperador Constantino fue dividida en cuatro partes y colocada sobre el arco a él dedicado, donde todavía hoy se encuentra dividida en cuatro bloques, dos se encuentran en el pasaje del arco central y dos en la parte superior. 
Otras maquetas de gran interés son los de la Villa Adriana (sala XII) y la maqueta de Roma Arcaica (sala XVIII), en escala 1:1000. El recorrido se divide en dos sectores, uno cronológico y otro temático. El primero, que se compone de doce salas, ofrece una síntesis histórica desde los orígenes hasta el siglo VI d. C.; el sector temático se desarrolla a lo largo de doce salas y explica varios aspectos de la vida cotidiana y de la cultura en general. La serie de calcos de la columna trajana se expone dentro del sector temático y al final de este se encuentra la gran maqueta de Roma imperial.

### Sector cronológico

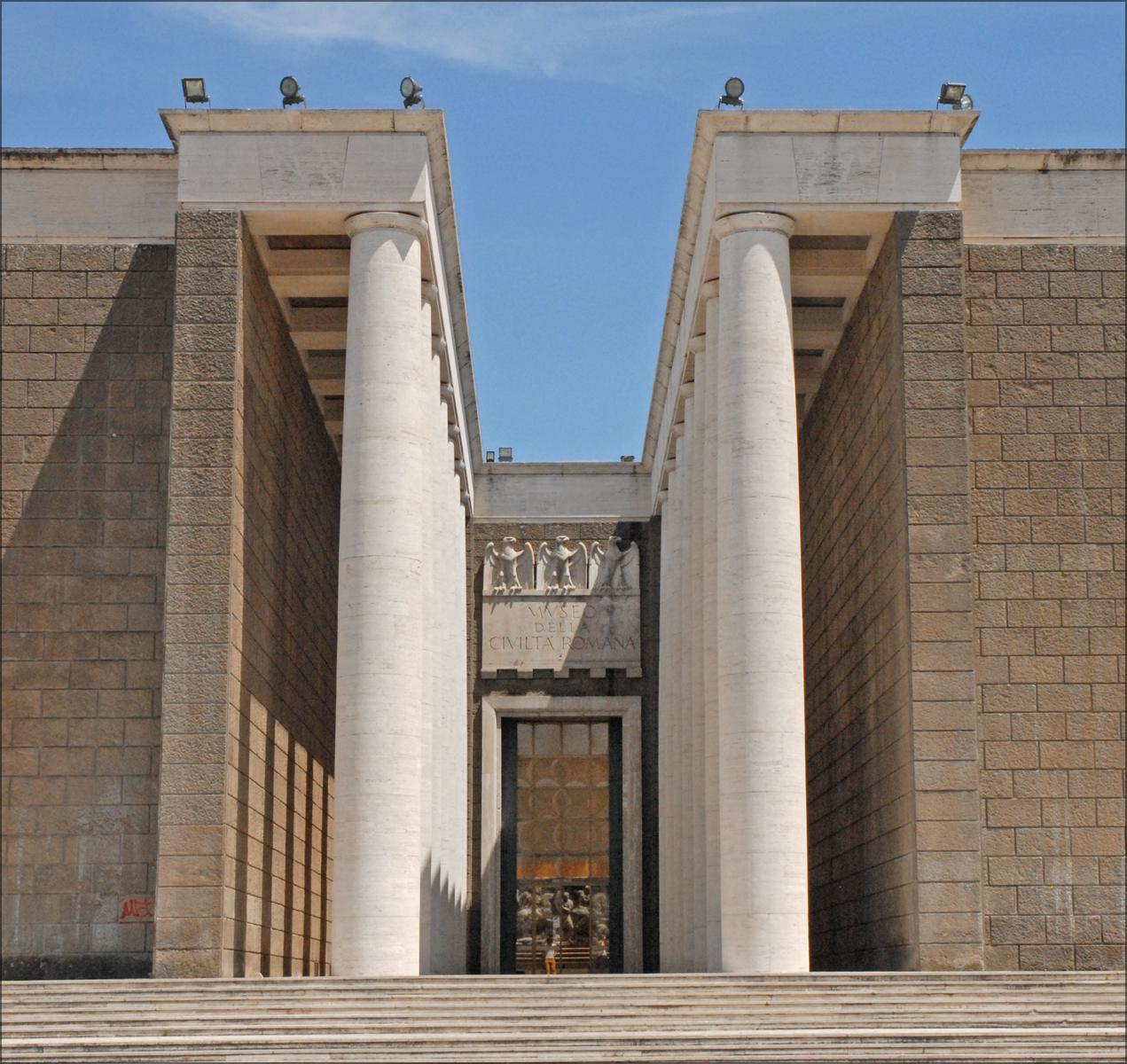
La entrada al Museo con la columnata que la precede

En las primeras cuatro salas se encuentran las taquillas y los servicios generales. A continuación se enumeran las piezas más importantes que se exponen en cada sala; la numeración de las salas no es siempre progresiva, pero se basa en el actual recorrido del Museo. Los materiales aquí enumerados son solo una selección de muchos más que se encuentran en el museo.
- Sala V: Leyendas romanasOtra vista de la columnata que precede la entrada al Museo

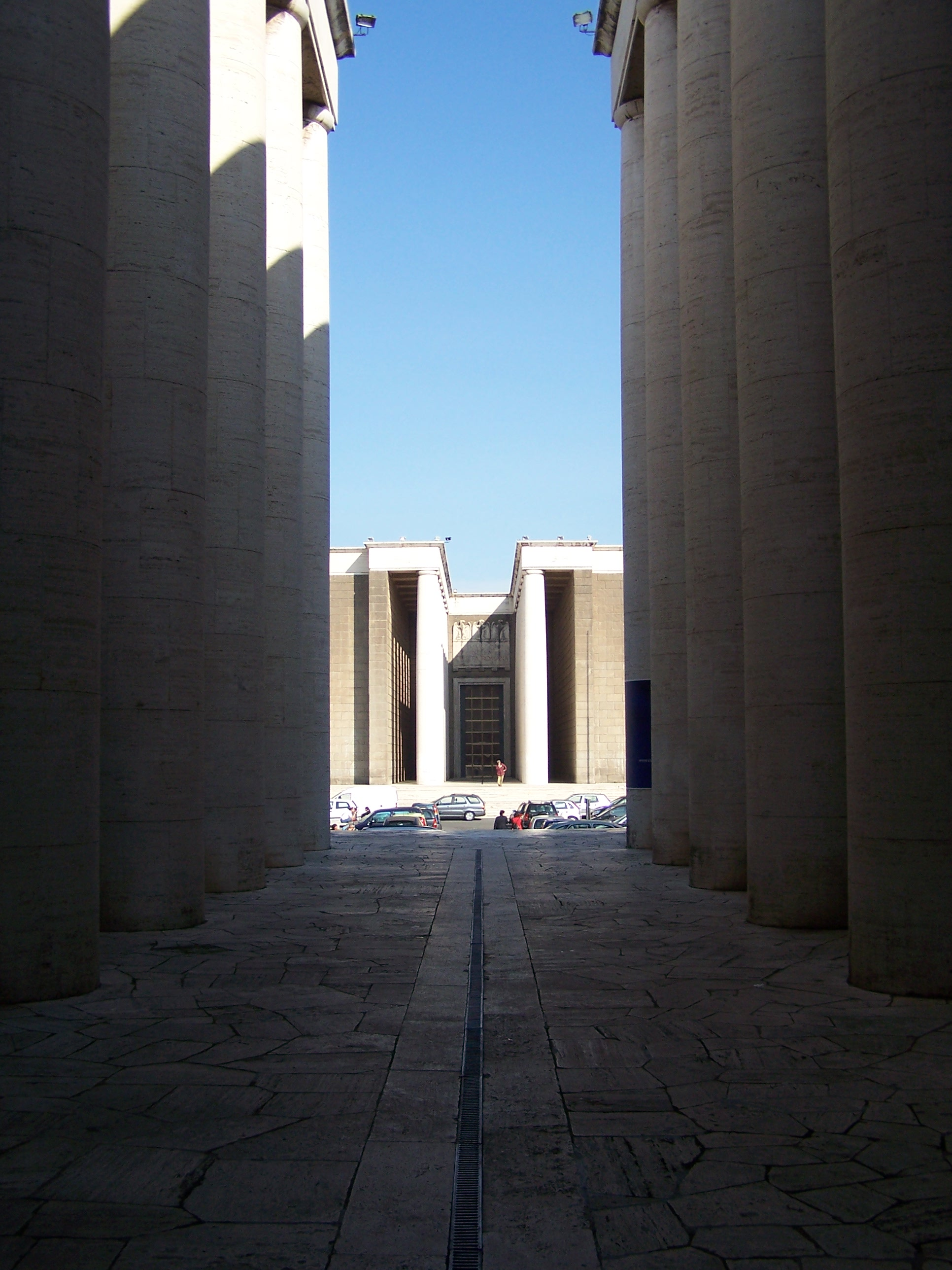
Otra vista de la columnata que precede la entrada al Museo

  - Copia del Guerrero de Capestrano, ejemplo de arte prerromano; pequeñas reconstrucciones de las viviendas arcaicas de Roma.

- Sala VI: sobre los orígenes de Roma
  - Réplica de la loba capitolina, copia del sarcófago de Marte y de Rea Silvia del Vaticano.
- Sala XVIII: Roma arcaica
  - Maqueta de Roma arcaica; primer grupo de estatuas modernas que reconstruyen el aspecto de los guerreros de la Italia prerromana.
- Sala VIII: César
  - Reproducciones de las armas usadas por César en la conquista de la Galia, maqueta que ilustra el sitio de Alessia, copia de una estatua de Julio César.
- Sala IX: Augusto
  - Copias de estatuas que muestran las diversas funciones desempeñadas por el emperador: Augusto de Prima Porta, Augusto de vía Labicana, Augusto capite velato proveniente de Ancona; maqueta de un acueducto en el trayecto en que atraviesa por un valle; maqueta del teatro de Marcelo; reconstrucción en escala 1:1 del pronao del templo de Augusto y Roma (Monumentum Ancyranum) de Ancyra.
- Sala X: emperadores de la dinastía julio-claudia
- Sala XI: emperadores de la dinastía flavia
  - Maqueta del Coliseo con un corte que permite ver la estructura; sección del Coliseo que muestra los mecanismos para subir las fieras a la arena; maqueta del Ludus Magnus (gimnasio de los gladiadores); maqueta del arco de Tito y reproducción de los relieves que se encuentran en este, representando la destrucción del Templo de Jerusalén hecha por Tito; maqueta del estadio de Domiciano.
- Sala XII: Trajano y Adriano
  - Réplicas de las estatuas y retratos más importantes que representan a Trajano; maqueta y relieves del arco de Benevento; maquetas del arco de Ancona; reproducciones de las estatuas de los dacios prisioneros; retrato de Plotina; maqueta de la villa adriana; reproducciones de los relieves del Tropaeum Traiani de Adamclisi, un buen ejemplo del arte provincial romano.

- Sala XIII: De Antonino Pío a los Severos
- Sala XIV: Constantino (o de Macrino a Justiniano)
  - Maquetas del arco de Constantino y del Circo de Majencio; reproducción de la estatua colosal de Constantino.
- Sala XV: Cristianismo
  - Reproducción de la estatua del Buen Pastor del Museo gregoriano profano del Vaticano; copia del sarcófago de Constantina de Roma y del sarcófago de Giunio Basso de Milán.
- Sala XVI
  - Representación del triunfo de Trajano celebrado después de la victoria en la Guerra dácica (colocación provisoria).
- Salas XIV - XXXVI: actualmente están cerradas al público.

### Sector temático
La numeración de las salas que aquí se presenta no es progresiva, pero sigue el recorrido actual de la visita; también en este caso, las piezas presentadas son solamente una selección entre muchas otras.
- Sala LVI: Los puertos
  - Reproducción de la escena 58 de la columna trajana, en la cual se ven las estructuras del puerto de Ancona, una birreme y una trirreme.
- Sala LV: Comercio y economía
  - Reproducción del Arco de los Argentarios de Roma; reproducción de un relieve con comerciantes que agradecen al emperador Trajano, tomada del arco de Benevento; maquetas que reconstruyen los mercados de Leptis Magna y de Timgad.
- Sala LIV: Caza, pesca y alimentación
  - Réplica del sarcófago del vinatero proveniente de Ancona (Museo Arqueológico Nacional).
- Sala LIII: agricultura, pastoreo y medición del campo
  - Reproducción de la molienda del grano, siguiendo las encontradas en Ostia Antigua; maqueta de una habitación rústica romana en Boscoreale, (Nápoles).
- Sala LII: artesanías e industria
- Sala LI: Columna trajana
  - Aquí se encuentra la serie completa de los relieves de la Columna Trajana y una pequeña reproducción del mismo.
- Sala L: Medicina y farmacia
  - Copia de la diosa Igea proveniente de Rodas (Museo Arqueológico Nacional); copia de la estatua del dios Asclepio que se encuentra en los Museos Capitolinos de Roma.
- Sala XLIX: Letras y ciencia
  - Copia de un mosaico con un retrato de Virgilio proveniente de Susa (Túnez), que actualmente se encuentra en el Museo del Bardo de Túnez; reproducción de un reloj solar.
- Sala XLVIII: Música
  - Reproducción y reconstrucción de instrumentos musicales antiguos.
- Sala XLVII: Bibliotecas
  - Reproducción en tamaño natural de una biblioteca privada, basada en la de la Villa Adriana; reproducción de tabulae ceratae (tablas con cera para escribir); maqueta que reconstruye la biblioteca del Foro Trajano de Roma.
- Sala XLVI: Derecho
  - Inscripciones que recogen los textos de las principales leyes, entre ellas las de las doce tablas.
- Sala XXXVI: La escuela
  - Copia de un relieve que muestra a un maestro con sus alumnos proveniente de Neumagen (Alemania).
- Sala XXXVIII: Del gran friso de Trajano
  - Reconstrucción del aspecto original del gran friso de Trajano
- Sala XXXIX: Sobre la vivienda
  - Maqueta que reconstruye la casa del Poeta Trágico de Pompeya; maqueta que reconstruye el palacio de Diocleciano en Split (en la actual Croacia); maquetas de edificios de época imperial en Ostia.